# المرحب (ماوية)

تعديل مصدري - تعديل

المرحب  هي إحدى قرى مديرية ماوية بمحافظة تعز اليمنية، بلغ تعداد سكانها 1651 نسمة حسب التعداد السكاني في اليمن في 2004.